# Szaniec (Sainte-Croix)
Szaniec est une localité polonaise de la gmina de Busko-Zdrój, située dans le powiat de Busko en voïvodie de Sainte-Croix.